# موسیقی متن شماره ۱
موسیقی متن شماره یک (انگلیسی: Soundtrack #1; کره‌ای: 사운드트랙 #1; لاتین‌نویسی اصلاح‌شده: Saundeuteuraek #۱) یک مجموعهٔ تلویزیونی کره جنوبی با بازی پارک هیونگ-شیک و هان سو-هی است. این مجموعه در تاریخ ۲۳ مارس ۲۰۲۲ از دیزنی پلاس در مناطق منتخب پخش شد.

## خلاصهٔ داستان
این مجموعه دربارهٔ دو شخصی است که برای بیست سال دوستان صمیمی یکدیگر هستند و آنها به دلیلی برای دو هفته در یک خانه زندگی می‌کنند تا احساسات یکدیگر را بشناسند.

## بازیگران و شخصیت‌ها

### اصلی
- پارک هیونگ-شیک در نقش هان سون-وو، یک عکاس.[۶]
- هان سو-هی در نقش لی اون-سو، یک ترانه‌سرا.[۷][۸]

### مکمل
- یون بیونگ-هی در نقش دونگ-هیون
- کیم جو-هون در نقش وو-ایل[۹]
- لی جونگ-اون در نقش مادر اون-سو[۱۰]